# 东城街道 (南川区)
东城街道，是中华人民共和国重庆市南川区下辖的一个乡镇级行政单位。

## 行政区划
东城街道下辖以下地区：
鼓楼坝社区、长亭社区、皂桷井社区、渚堰塘社区、灌坝社区、花山社区、东金华社区、大铺子社区、三秀社区、龙岩河社区、北郊社区、永生社区、高桥村和黄淦村。